# Nick Grimshaw
Nicholas Peter "Nick" Grimshaw, född 14 augusti 1984 i Oldham, är en brittisk programledare och radioprofil. 